# Вердонк, Калвин
Калвин Роналд Вердонк (нидерл. Calvin Ronald Verdonk; родился 26 апреля 1997 года в городе Дордрехт, Нидерланды) — нидерландский и индонезийский футболист, защитник клуба НЕК и сборной Индонезии.

## Клубная карьера
Вердонк начал заниматься футболом в детских командах «Амстелвейк» и «Вилдрехт» . В 2005 году он перешёл в футбольную академию роттердамского «Фейеноорда». В 2015 году Калвин был включён в заявку основной команды на сезон. 8 марта в матче против НАК Бреда он дебютировал в Эредивизи, заменив во втором тайме Люкаса Вауденберга. Летом 2016 года для получения игровой практики Калвин на правах аренды перешёл в ПЕК Зволле. 5 августа в матче против НЕКа он дебютировал за новую команду.
Летом 2017 года Вердонк был отдан в аренду в НЕК. 18 августа в матче против «Алмере Сити» он дебютировал в Эрстедивизи. 9 марта 2018 года в поединке против «Волендама» Калвин забил свой первый гол за НЕК.
4 июля 2022 года вернулся в НЕК, подписав с клубом двухлетний контракт.

## Международная карьера
В 2014 году в составе сборной Нидерландов до 17 лет Вердонк стал серебряным призёром юношеского чемпионата Европы на Мальте. На турнире но сыграл в матчах против команд Турции, Мальты, Шотландии и дважды Англии. В поединках против англичан, турок и шотландцев Калвин забил три гола.
В 2016 года Калвин принял участие в юношеском чемпионате Европы в Германии. На турнире он сыграл в матчах против Германии, Франции, Англии и Хорватии.

## Достижения
Международные
 Нидерланды (до 17)
- Юношеский чемпионат Европы — 2014